# Cinnamomum lanuginosum
Cinnamomum lanuginosum är en lagerväxtart som beskrevs av André Joseph Guillaume Henri Kostermans. Cinnamomum lanuginosum ingår i släktet Cinnamomum och familjen lagerväxter. Inga underarter finns listade i Catalogue of Life.